# Rauno Sirk

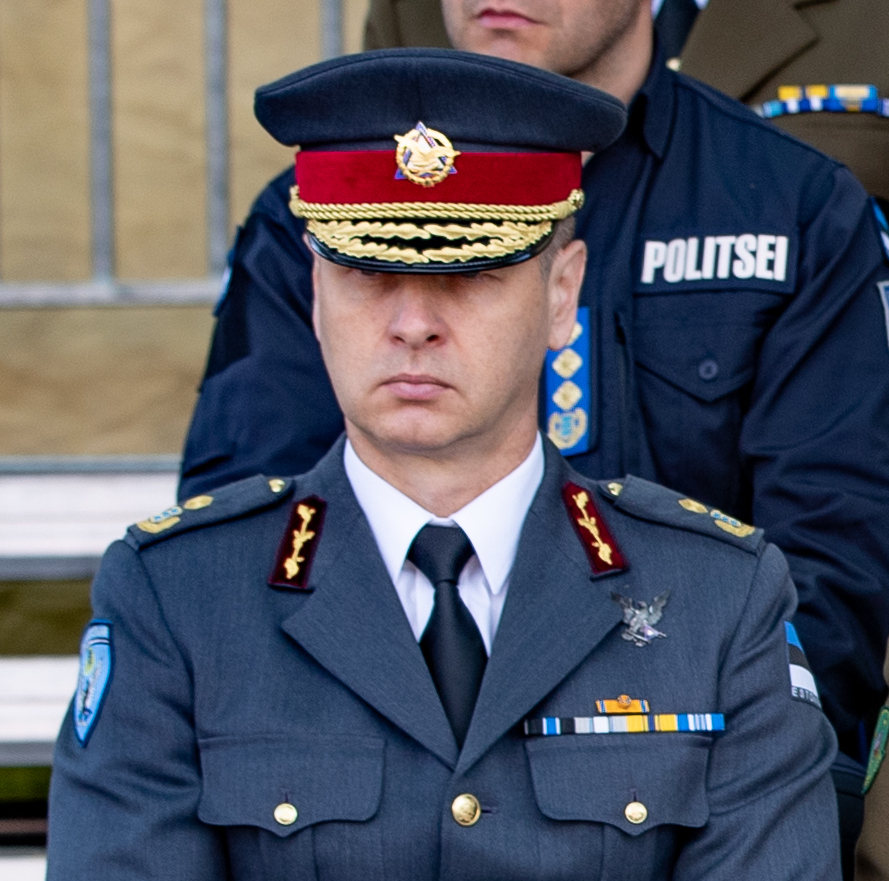
Rauno Sirk (2022)

Rauno Sirk (* 27. Juni 1975 in Viljandi) ist ein ehemaliger estnischer Offizier, zuletzt im Range eines Generalmajors. Vom 1. August 2024 bis 30. Juni 2025 war er stellvertretender Befehlshaber der Estnische Verteidigungsstreitkräfte und von 2019 bis 2022 Befehlshaber der dortigen Luftstreitkräfte.

## Leben
Rauno Sirk legte im Jahr 1993 das Abitur in seiner Heimatstadt Viljandi ab.

### Militärische Laufbahn
Beförderungen
- Leutnant (1997)
- Oberleutnant (2000)
- Hauptmann (2003)
- Major (2006)
- Oberstleutnant (2010)
- Oberst (2016)
- Brigadegeneral (2021)
- Generalmajor (2024)

Nach dem Schulabschluss schloss sich Sirk den im Wiederaufbau befindlichen Streitkräften seines Heimatlandes an. Dazu besuchte er die neu gegründete estnische Akademie für öffentliche Sicherheit und ließ sich dort zum Offizier ausbilden. In den nächsten Jahren machte er schnell Karriere und diente u. a. als Stabschef der Luftstreitkräfte, Vertreter Estlands beim Supreme Headquarters Allied Powers Europe (SHAPE) und Kommandant der Luftwaffenbasis Ämari. Zudem besuchte er mehrere Aufbaulehrgänge in den USA. Im Jahr 2016 wurde er erster Leiter des neu gegründeten estnischen Zentrums für Verteidigungsinvestionen, nachdem er im selben Jahr ein Aufbaustudium am US Air Force Air War College besucht hatte.
Am 16. Juli 2019 wurde er zum Kommandeur der estnischen Luftstreitkräfte ernannt. Auf diesem Posten wurde er im Februar 2021 zum Brigadegeneral befördert. Danach blieb er, bis zur Ablösung durch Toomas Susi am 20. Juli 2022, Befehlshaber der Luftstreitkräfte. In der Folgezeit wurde er nochmals als Vertreter Estlands beim SHAPE tätig und im Juni 2024 zum Generalmajor befördert. Am 1. August 2024 wurde er zum stellvertretender Befehlshaber der Estnische Verteidigungsstreitkräfte ernannt. Zum 30. Juni 2025 wurde er, aus privaten Gründen, in den vorzeitigen Ruhestand verabschiedet.

### Privates
Rauno Sirk ist verheiratet, hat einen Sohn und eine Tochter. Neben seiner Muttersprache beherrscht er Englisch, Russisch und Französisch.